# 神山裕右
神山 裕右（かみやま ゆうすけ、1980年1月23日 -）は、日本の小説家、推理作家。

## 略歴
愛知県生まれ。名古屋経済大学法学部卒業。
作家を志望し、アルバイトで生計を立てながら新人賞に応募する。2004年「カタコンベ」で、史上最年少（24歳3ヶ月）で第50回江戸川乱歩賞を受賞。同作は第23回（2004年度）日本冒険小説協会大賞の会員投票10位にもランクインした。
2019年、『サスツルギの亡霊』が本屋大賞発掘部門「超発掘本!」を受賞した。

## 作品リスト
- 『カタコンベ』（講談社） 2004年8月、のち講談社文庫 2007年8月
- 『サスツルギの亡霊』（講談社） 2005年11月、のち講談社文庫 2008年9月
- 『炎の放浪者』（講談社） 2011年9月、のち講談社文庫 2019年8月